# ساسیس
ساسیس (به فرانسوی: Sassis) یک کمون در منطقه اوت-پیرنه می‌باشد که در جنوب غربی فرانسه واقع شده‌است.